# Остин, Стэрил
Стэрил Честер Остин-младший (англ. Staryl Chester Austin, Jr.; 16 сентября 1920, Кондон, Орегон, США — 1 января 2015, Сейлем, там же) — американский военный деятель, бригадный генерал ВВС США.
Стэрил Остин родился в 1920 году в Орегоне. В составе Военно-воздушных сил в качестве пилота самолёта-истребителя он принимал участие во Второй мировой и корейской войнах. После начала холодной войны Остин был отозван в США, где занимал ряд важных командных постов на уровне штата Орегон. Выйдя в отставку в звании бригадного генерала, Остин был назначен на пост директора Департамента по делам ветеранов штата, который он занимал в течение трёх лет. После ухода на пенсию Остин более 20 лет продолжал заниматься делами ветеранов и помогал организации бой-скаутов, не прерывая связей со своими боевыми товарищами. Он скончался в 2015 году в возрасте 94 лет.

## Биография

### Молодые годы
Стэрил Честер Остин родился 16 сентября 1920 года в городе Кондон в штате Орегон. Его отцом был Стэрил Честер Остин-старший (1891—1965), а матерью — Мейбл Жакинта, в девичестве Макморрис (1898—1993). Позже семья переехала в Бенд, а в 1929 году в Сейлем. В 1938 году Остин окончил Сейлемскую среднюю школу.

### Вторая мировая война
С раннего возраста Стэрил интересовался авиацией и в 1941 году поступил на службу в Воздушный корпус Армии США. 23 сентября 1942 года он был переведён в гражданскую лётную программу ВВС Армии США, где начал тренировки на четырёх типах различных самолётов. 1 октября 1943 года Остину было присвоено звание второго лейтенанта, после чего он стал инструктором на «Republic P-47 Thunderbolt», перед отправкой в Европу. Во время Второй мировой войны Остин совершил 58 боевых вылетов в составе 373-го истребительного крыла 410-го истребительного эскадрона, обеспечивающего поддержку с воздуха наземных войск, наступающих во Франции, Бельгии, Нидерландах и Германии, в частности при Арденнской операции. Позже в интервью он признавался, что, будучи пилотом «P-47 Thunderbolt», не участвовал в воздушных «собачьих» боях — «мы были, как правило, ниже 10000 футов… обстреливая все, что двигалось, грузовики или поезда, делая всё, что могло помочь пресечь поставки немецким войскам». Остин считал себя счастливчиком и отмечал, что был чуть не сбит 88-миллиметровой немецкой зенитной артиллерией, пули которой «прошли близко от носа моего самолета».

### Служба после войны
После окончания войны Остин присоединился к ВВС Национальной гвардии в штате Оклахома, где ещё до войны изучал авиационную технику. Он принял участие в корейской войне, во время которой совершал полёты на «Republic F-84 Thunderjet», но позже был отозван во Францию, для работы в НАТО во время холодной войны. После возвращения в Соединенные Штаты в 1953 году он поступил в ВВС Национальной гвардии штата Орегон и вместе с семьёй поселился в Портленде, а в 1958 году был назначен в Военный департамент Орегона и переехал в Сейлем. Позже он занимал должности лётного офицера и начальника административного отдела, а также командующего 142-м истребительным крылом. В 1963 году он был произведен в бригадные генералы и назначен помощником генерал-адъютанта штата Орегон. В 1971 году во время обращения за юридическим заключением к генеральному прокурору штата Орегон Ли Джонсону в Пендлтоне Остин, будучи членом Ассоциации Элкс, отрицал использование конвенций организации как средства для расовой дискриминации. Так как в члены ордена не принимали афроамериканцев, Джонсон отметил, что федеральное субсидирование ассоциации будет нарушать Акт о гражданских правах 1964 года и, вероятно, закон штата. В 1973 году Остин был назначен заместителем генерал-адъютанта, продержавшись на этой должности до своей отставки.

### В отставке
Прослужив 37 лет в авиации, Остин вышел в отставку в 1981 году и вместе с полковником Джон Х. Барденом присутствовал на параде в свою честь на авиабазе Портленд,. Позже, 9 января того же года губернатор штата Орегон Виктор Атия назначил Остина на пост директора Департамента по делам ветеранов штата Орегон, который он занимал до декабря 1984 года. Одной из задач Остина было наблюдение за распределением пяти миллиардов долларов на дома и фермерские программы кредитования, однако он столкнулся с финансовыми трудностями. Некоторые из его усилий по выравниванию уровня бюджета, такие, как повышение процентных ставок по кредитам с плавающей ставкой, встретили сопротивление, а в некоторых случаях и подачу исков. Сторонники Стэрила, в том числе губернатор и казначей штата, выдали ему кредит для принятия непопулярных мер по повышению финансовой составляющей программы. В статье «Associated Press» от 1984 года время нахождения Остина на посту директора было описано, как «четыре бурных года на одном из самых заметных и горячих властных постов в штате».

### На пенсии
После ухода из департамента Остин на общественных началах работал в Консультативном комитете ветеранов при губернаторе и Совете директоров Центра помощи ветеранам Орегона. Он лоббировал интересы ветеранов в Законодательной ассамблее Орегона и на административном уровне помогал организации бой-скаутов. В 2005 году он стал национальным вице-президентом Ассоциации лётчиков «P-47 Thunderbolt», а 21 октября 2007 года введён в Зал авиационной славы Орегона.

### Смерть и похороны
Стэрил Честер Остин-младший скончался 1 января 2015 года в возрасте 94 лет в Сейлеме. Он пережил своего брата Уильяма и сестёр Жакинту Барнс и Розмари Даунинг, оставив после себя брата Чарльза. Похороны состоялись 10 января на Национальном кладбище «Уилламетте», а поминальная служба — в Первой христианской церкви Сейлема.

## Личная жизнь
Был женат на Жаклин Джадд Остин. У них родились два сына: Стивен и Эндрю. Стэрил Остин был активным членом Первой христианской церкви Сейлема, любил сидеть с двумя внуками Эндрю Ван-Де-Босом и Трейвором Остином, а также читать журналы о самолётах.

## Награды
За свою карьеру Стэрил Остин был награждён Орденом Меча, медалью «За выдающиеся заслуги» ВВС США, Орденом «Легион почёта», Воздушной медалью с семью дубовыми листьями, медалью «За Европейско-африканско-ближневосточную кампанию» с четырьмя звёздами за службу.